# Rościsławice
Rościsławice (niem. Riemberg) – wieś w Polsce, położona w województwie dolnośląskim, w powiecie trzebnickim, w gminie Oborniki Śląskie. 
W latach 1975–1998 wieś administracyjnie należała do województwa wrocławskiego.
Od nazwy wsi, pochodzi nazwa mezoregionu fizycznogeograficznego Wysoczyzna Rościsławicka.

## Integralne części wsi
| SIMC    | Nazwa   | Rodzaj     |
| ------- | ------- | ---------- |
| 1004951 | Podgóra | przysiółek |

## Ochrona fauny
Obecnie na należących do tej wsi łąkach realizowany jest program przywracania faunie Polski susła moręgowanego.

## Zabytki
Do wojewódzkiego rejestru zabytków wpisane są:
- kościół ewangelicki, obecnie rzymskokatolicki parafialny pw. Podwyższenia Krzyża Świętego, z lat 1557-1590, początkowo gotycki, przebudowany w XVIII w. w stylu barokowym. Nad nawą znajduje się polichromowany, drewniany strop[8].
  - ogrodzenie, murowane, z lat 1906-1907, z bramą, z początku XVII w.
- zespół pałacowy, ul. Polna 43, z pierwszej ćwierci XIX w.:
  - pałac
  - oficyna
  - park (promenada)

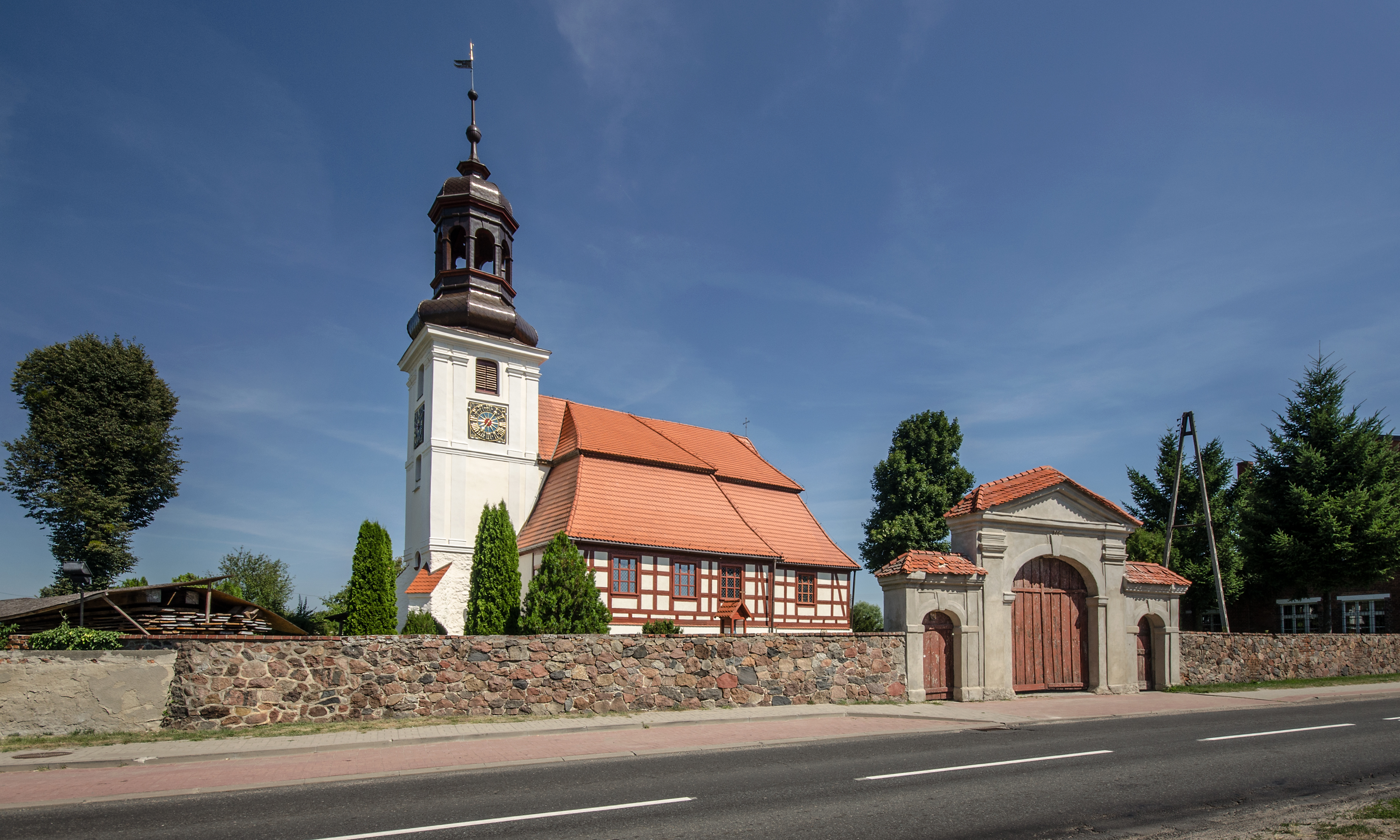
Kościół Podwyższenia Krzyża Świętego
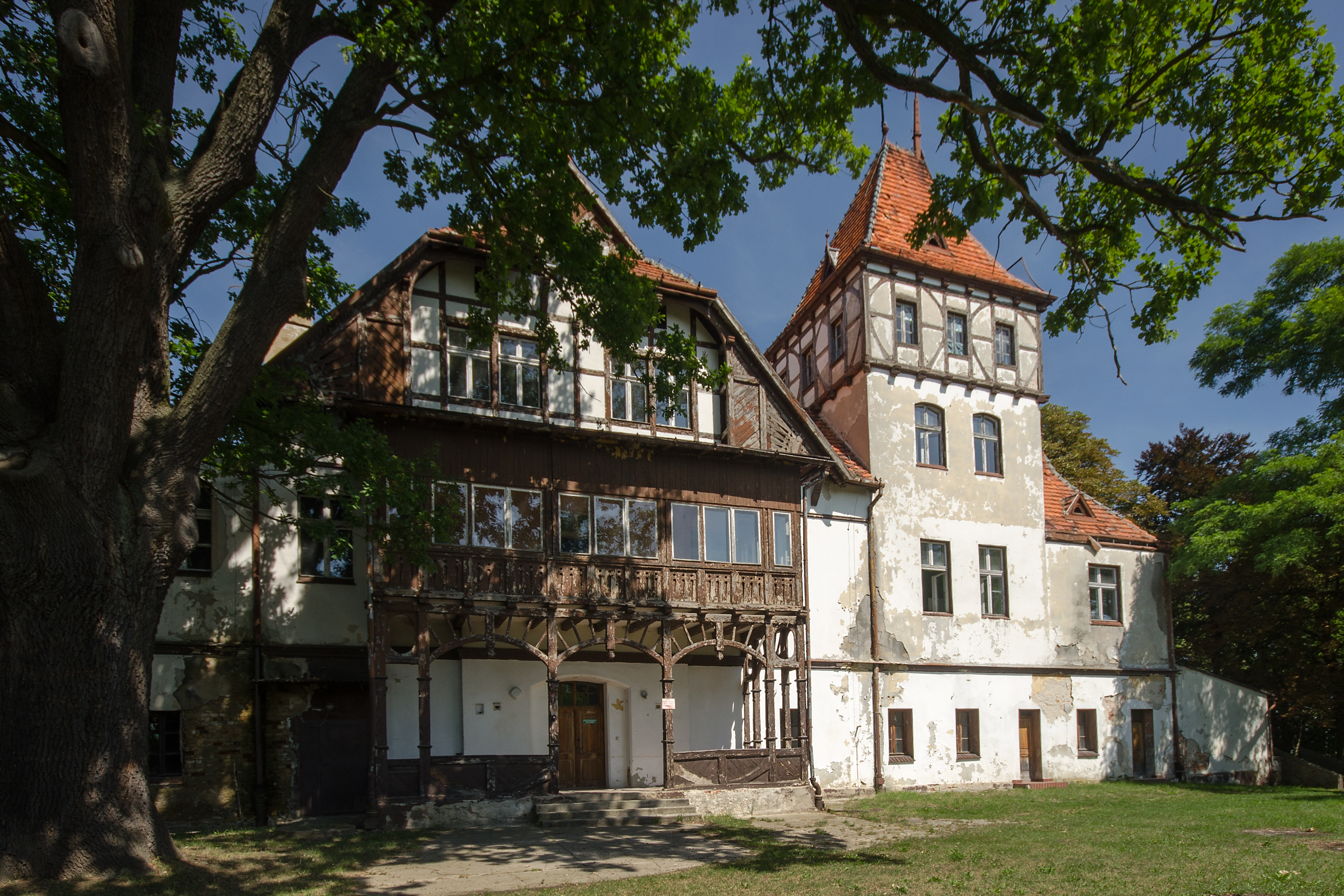
Dom Pomocy Społecznej